# フォルクスワーゲン・タイプ147
フォルクスワーゲン・タイプ147（Typ 147 Kleinlieferwagen：Fridolin）は、1964年から1971年にかけて西ドイツのコーチビルダーのヴェストファリア社（Westfalia Werke）で製造された郵便配送用の小型バンである。

## 概要
1962年に新しい郵便物の配送用車両を求めていたドイチェポストはフォルクスワーゲンと協議を行ったが、ドイチェポストが要求する程度の台数では採算が合わずフォルクスワーゲン本体では受けることはできなかった。そこでフォルクスワーゲンはこの仕事を当時タイプ2のキャンピングカーを製造していたヴェストファリア社に持って行った。
ヴェストファリア社は1963年11月にフォルクスワーゲン・カルマンギア用の幅広ボディにスライディングドアーを備えたウォークスルーバンの試作車を製造した。この車はビートルと同様の取り回しの良さとより優れた乗降性を備え、荷物はタイプ2の半分程も積むことができた。
ヴェストファリア社は1971年までにこの車両をドイチェポスト、スイスの郵便局とルフトハンザドイツ航空向けに1万台近く生産した。その名称からも分かるように、この車両はフォルクスワーゲンから型式番号を与えられた社外で製造された車の1例である。